# Sony DT 16-80mm f/3.5-4.5 ZA
Sony Vario-Sonnar T* DT 16-80mm f/3.5-4.5 ZA – obiektyw wysokiej jakości zaprojektowany przez Sony przy współpracy z firmą Carl Zeiss. Obiektyw współpracuje z aparatami z mocowaniem Sony α oraz Minolta AF. Konstrukcja dostosowana jest do współpracy z matrycami rozmiaru APS-C. Przy powiększeniu 1,5x ekwiwalent ogniskowych wynosi 24–120 mm.